# Fusa kommun
Fusa kommun (norska: Fusa kommune) var en kommun i dåvarande Hordaland fylke i västra Norge. Kommunens centralort var tätorten Eikelandsosen med 447 invånare (2007). Kommunen låg på en halvö mellan Fusafjorden/Samnangerfjorden och Hardangerfjorden, sydost om Bergen.
Fusa kommun upphörde 31 december 2019 då den tillsammans med Os kommun bildade den nya Bjørnafjordens kommun.

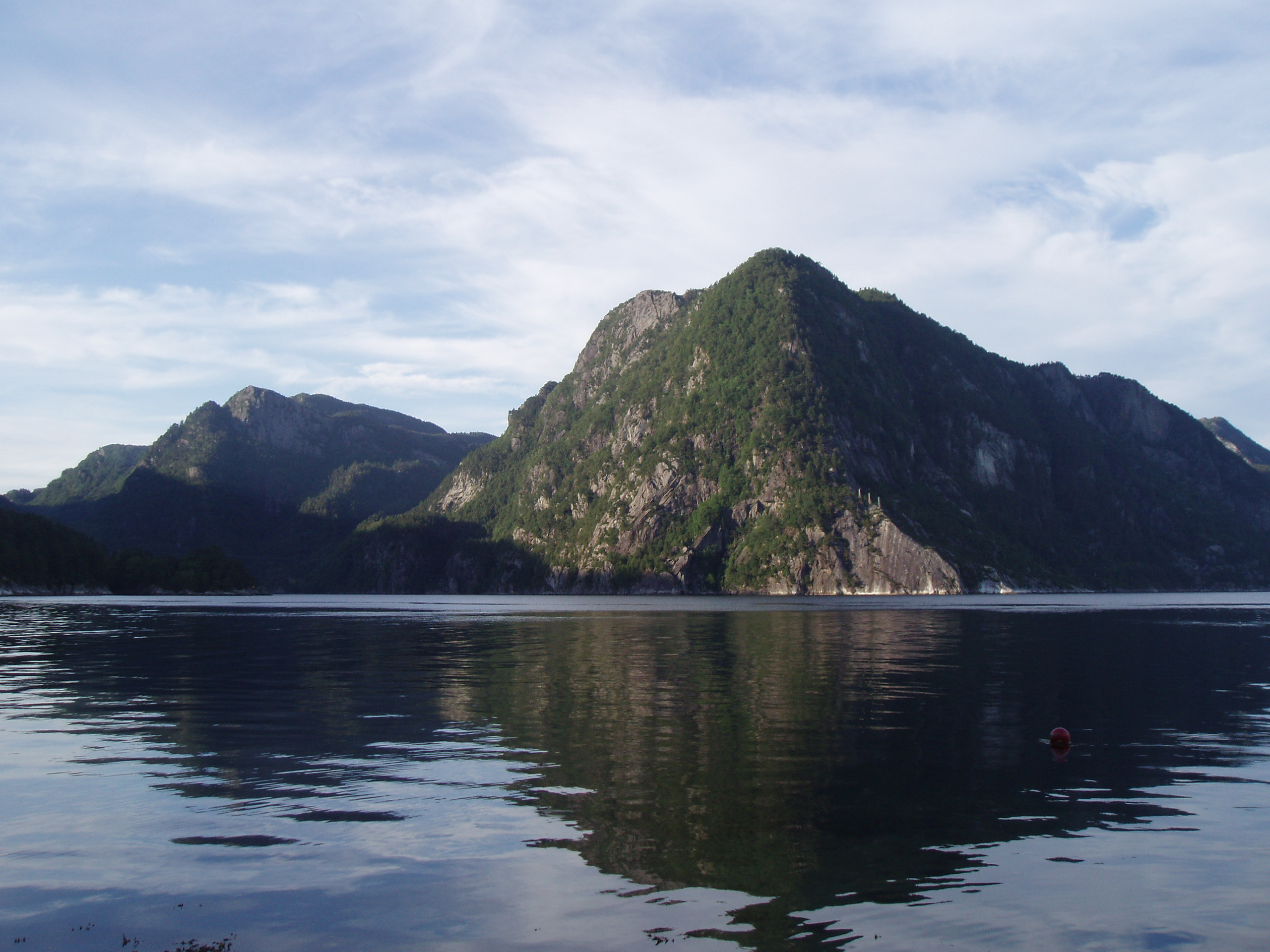
Sævareidfjorden.